# The Hamptons

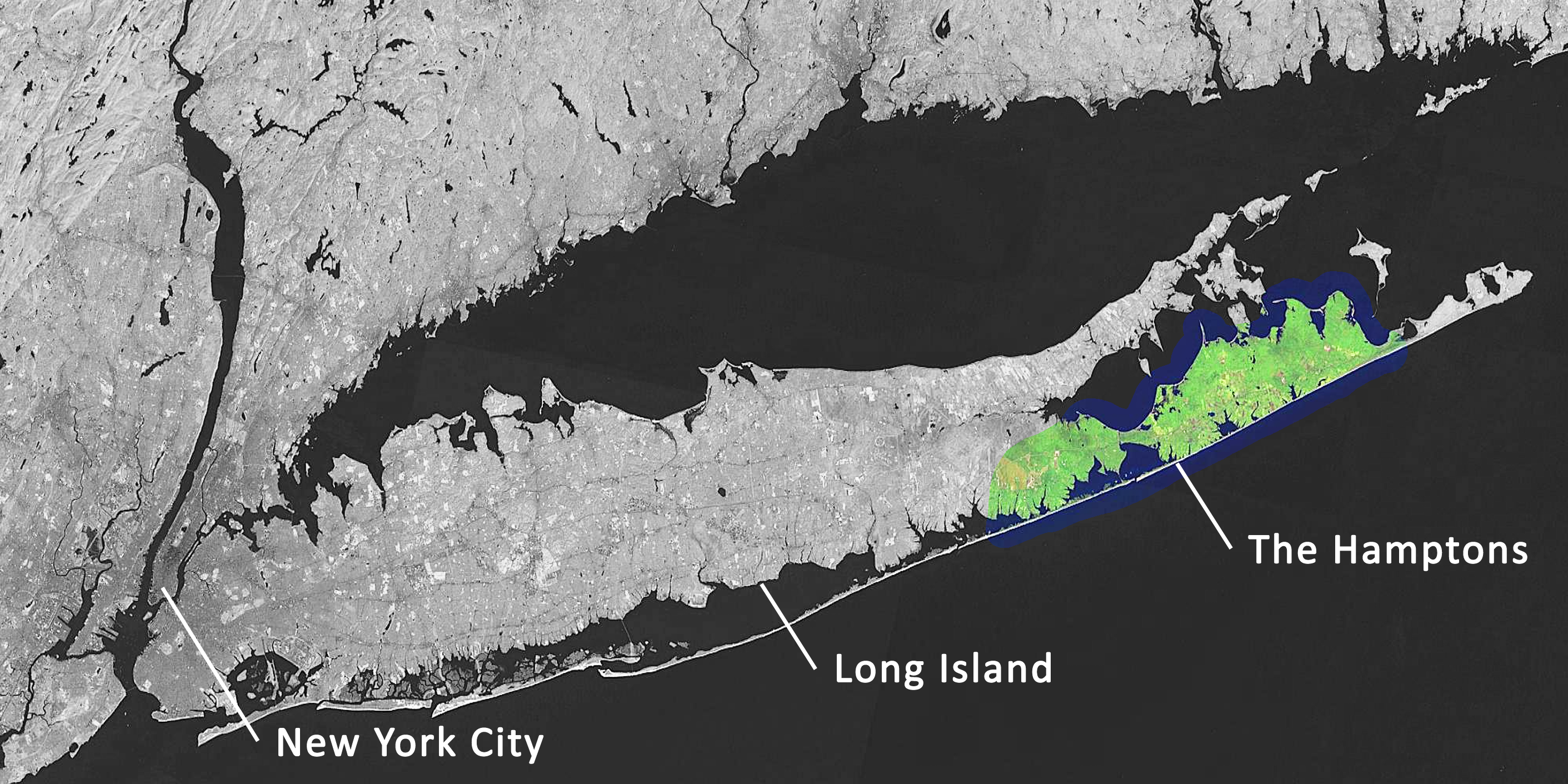
Ligging van The Hamptons op Long Island

The Hamptons is een groep dorpen en gehuchten in de towns East Hampton en Southampton. Die liggen in Suffolk County, in het oosten van Long Island, en maken deel uit van de Amerikaanse staat New York.

## Beschrijving
The Hamptons is een verzameling van populaire badplaatsen met veel bijzonder dure buitenhuizen van rijke Amerikanen. Oorspronkelijk waren The Hamptons een van de summer colonies van de VS, waar welgestelde Amerikanen hun vakanties doorbrachten. Hoewel het traditioneel bastions van "oud geld" waren, staan The Hamptons nu ook bekend om de vele beroemdheden, zoals zangers en acteurs, die er verblijven.
Sinds 1993 vindt elk jaar in oktober het Hamptons International Film Festival plaats, gericht op onafhankelijke films.

## Lijst van plaatsen
Onder de term Hamptons verstaat men meestal de verzameling van onderstaande gehuchten (hamlets genoemd) en dorpen (villages).

### East Hampton
| - Amagansett (gehucht) - East Hampton (dorp) | - Sag Harbor (dorp; deels in Southampton) - Wainscott (gehucht) |

### Southampton
| - Bridgehampton (gehucht) - Hampton Bays (gehucht) - Quogue (dorp) - Sagaponack (dorp) - Sag Harbor (dorp; deels in East Hampton) | - Southampton (dorp) - Water Mill (gehucht) - Westhampton (gehucht) - Westhampton Beach (dorp) - Westhampton Dunes (dorp) |

Het gehucht Northampton, in het westen van de Town of Southampton, wordt meestal niet tot The Hamptons gerekend. Het nabijgelegen Manorville staat bekend als "The Gateway to the Hamptons".